# Грант Блеквуд
Ґрант Блеквуд (народився 7 червня 1964) — американський письменник-сценарист трилерів і «гострайтер» із Остіна, штат Міннесота. Він написав цикл про Бріггса Таннера та у співавторстві з Клайвом Касслером книгу «Spartan Gold», яка посіла 10 місце в списку бестселерів художньої літератури в твердій обкладинці New York Times. Блеквуд три роки пропрацював спеціалістом з операцій і пілотом-рятувальником на борту фрегата з керованими ракетами та є ветераном ВМС Сполучених Штатів.

## Романи

### Серія «Бріггс Таннер»
- Кінець ворогів (2001)
- Стіна ночі (2002)
- Відлуння війни (2003)

### Серія «Пригоди Фарго» (у співавторстві зКлайвом Касслером)
- Спартанське золото (2009)
- Загублена імперія (2010)
- Королівство (2011)

### Серія «Джек Раян молодший»
- Живим чи мертвим (2010) у співавторстві з Томом Кленсі
- Том Кленсі: Під вогнем (2015)
- Том Кленсі: Обов'язок і честь (2016)

### Серія Splinter Cell (записаний як «Девід Майклз»)
- Tom Clancy's Splinter Cell: Checkmate (2006)
- Tom Clancy's Splinter Cell: Fallout (2007)

### Серія EndWar (записаний як «Девід Майклз»)
- Tom Clancy's EndWar (2008)
- Tom Clancy's EndWar: The Hunted (2011)

### Серіал «Такер Уейн» (з Джеймсом Роллінзом)
- The Kill Switch (Tucker Wayne #1) (2014)
- War Hawk (Tucker Wayne #2) (1 січня 2016)[7]

## Новела
- «Жертовний лев» (2006) в антології «Трилери» під редакцією Джеймса Паттерсона

## Нагороди
- Фіналіст Міннесотської книжкової премії 2002 року з популярної фантастики за «Кінець ворогів».[8]